# Мадука длиннолистная
Мадука длиннолистная (лат. Madhuca longfolia) — дерево семейства Сапотовые, распространённое в лесах Северной Индии.

## Ботаническое описание
Мадука длиннолистная — быстрорастущее полулистопадное или вечнозелёное дерево, достигающее до 20 м в высоту.

## Использование
Дерево культивируется в тропических областях ради маслянистых семян и мясистых цветков. Одно дерево производит за год от 20 до 200 кг семян, в зависимости от возраста. Полученное из них масло используется для ухода за кожей, в производстве мыла и моющих средств, а также в пищевых целях. Жмых семян после извлечения масла используется, как удобрение. Цветки Мадуки длинолистной употребляются в пищу и используются для приготовления алкогольных напитков. Кора дерева применяется в медицинских целях. Из-за многопрофильности использования это дерево считают священным многие религиозные общины Индии.

## В литературе
Растение неоднократно упоминается в рассказах Киплинга о Маугли под именем «мохва» или «махуа» (mohwa).